# Иманкулов, Руслан Маратович
Руслан Маратович Иманкулов (каз. Руслан Иманқұлов; 6 февраля 1972, Караганда) — казахстанский футболист, нападающий.

## Карьера

### Клубная
Вся профессиональная карьера Иманкулова прошла в карагандинском «Шахтёре». Он присоединился к этому клубу в 1990 году, дебютный матч сыграл 23 августа 1990 года, выйдя на замену на 76-й минуте матча второй лиги СССР против ферганского «Нефтяника». Проведя 15 сезонов в составе «Шахтёра», он закончил свою карьеру в 2005 году, так и не выиграв ни одного турнира со своей командой.
На данный момент является одним из рекордсменов клуба по количеству сыгранных матчей и забитых голов за него, уступая только Николаю Игамбердиеву и Андрею Финонченко.

### Сборная
В 1995 году Иманкулов впервые был вызван в состав национальной сборной Казахстана на матч против сборной Кувейта.
Он забил свой единственный гол за сборную в игре против сборной Ливана, в которой казахстанцы уступили со счётом 2-1.
| #  | Дата            | Место проведения                                  | Соперник          | Голы | Счёт | Соревнование |
| -- | --------------- | ------------------------------------------------- | ----------------- | ---- | ---- | ------------ |
| 1. | 27 декабря 1995 | Эль-Кувейт, Кувейт                                | Кувейт            |      | 0-0  | Товарищеский |
| 2. | 29 декабря 1995 | Международный стадион имени Короля Фахда, Эр-Рияд | Саудовская Аравия |      | 3-0  | Товарищеский |
| 3. | 3 января 1996   | Городской стадион, Бейрут                         | Ливан             | 0-1  | 2-1  | Товарищеский |